# سیارک ۲۵۴۷۶
سیارک ۲۵۴۷۶ (به انگلیسی: 25476 Sealfon، نامگذاری:۱۹۹۹XU۴۲) بیست و پنج هزار و چهارصد و هفتاد و ششمین سیارک کشف شده‌است که در ۷ دسامبر ۱۹۹۹ کشف شد.
قدر مطلق سیارک برابر ۱۰.۷ است.